# Pselaphochernes dubius
Espèce
Synonymes
- Chelifer dubius O. Pickard-Cambridge, 1892
- Chelifer tullgreni Strand, 1900

Pselaphochernes dubius est une espèce de pseudoscorpions de la famille des Chernetidae.

## Distribution
Cette espèce se rencontre au Royaume-Uni, en Norvège, en Suède, en Finlande, au Danemark, en Allemagne, aux Pays-Bas, en Belgique, en France, en Espagne, au Portugal, en Italie et en Slovaquie.

## Description
Pselaphochernes dubius mesure de 1,3 à 1,7 mm.

## Publication originale
- O. Pickard-Cambridge, 1892 : On the British species of false-scorpions. Proceedings of the Dorset Natural History and Antiquarian Field Club and Archaeological Society, vol. 13, p. 199-231 (texte intégral).